# Oscar Wilde (1960)
Oscar Wilde ist eine britische Filmbiografie von Gregory Ratoff aus dem Jahr 1960 über das Leben Oscar Wildes. Er basiert auf dem Theaterstück Oscar Wilde von Leslie und Sewell Stokes. Die Hauptrolle spielte Robert Morley, der sie zuvor auch im Theater gespielt hatte.

## Handlung
Der Film behandelt das Leben Oscar Wildes von seinen ersten Erfolgen als Schriftsteller über seine Beziehung zu Lord Alfred Douglas bis zu seinen Gerichtsprozessen im Jahr 1895, in denen er zu zwei Jahren Zuchthaus verurteilt wird.

## Kritiken
Oscar Wilde wurde stets mit dem im selben Monat erschienenen Film Der Mann mit der grünen Nelke, der das gleiche Thema behandelt, verglichen und schnitt dabei schlechter ab. Robert Morley spiele „einen schmollmündigen, feisten Dichter, der vielleicht dem äußeren Bild des wirklichen Wilde entsprach, doch gewiß nicht dem schillernden Intellekt des vielgefeierten, vielgeschmähten Dichter-Dandys.“ Peter Finch in Der Mann mit der grünen Nelke sei von beiden der überlegene Interpret.